# Stéblová obec
Stéblová obec je železniční zastávka v bezprostřední blízkosti obce Stéblová, na jejím katastrálním území. Zastávka se nachází v km 8,186–8,437 trati Pardubice–Liberec. Provoz zde byl zahájen v prosinci 2022.
Zastávku obsluhují osobní vlaky spojující Pardubice s Hradcem Králové a Jaroměří, které zde zastavují na znamení.

## Historie
Stavba, v jejímž rámci zastávka vznikla, se v minulosti potýkala s mnoha problémy, které oddálily datum jejího zprovoznění. Ještě v roce 2012 totiž politici a zástupci Správy železniční dopravní cesty tvrdili, že by stavba měla být hotova do čtyř let. V roce 2019 napadla stavbu samotná obec Stéblová, pro niž má zastávka primárně sloužit, kvůli obavám ze zvýšené míry hluku. Těsně před začátkem stavby, v březnu 2021, podala proti stavebnímu povolení odvolání společnost SK-EKO Pardubice, která vlastní pozemky v blízkosti trati a jejíž zástupci se báli znehodnocení těchto pozemků. Stavbě hrozilo, že bude nutné ji až o několik měsíců odložit. Problémy se podařilo vyřešit a 28. dubna téhož roku nabylo stavební povolení právní moci.
Drážní úřad zastávku schválil v květnu 2020 s blíže neurčeným datem jejího otevření.

## Popis zastávky
Zastávka se nachází u přejezdu se silnicí ze Srchu do Stéblové a je tvořena dvěma vnějšími nástupišti, dlouhými 90 metrů. Nástupiště mají standardní výšku 550 milimetrů nad temenem kolejnice, čímž je zajištěna plná bezbariérová přístupnost.

## Galerie

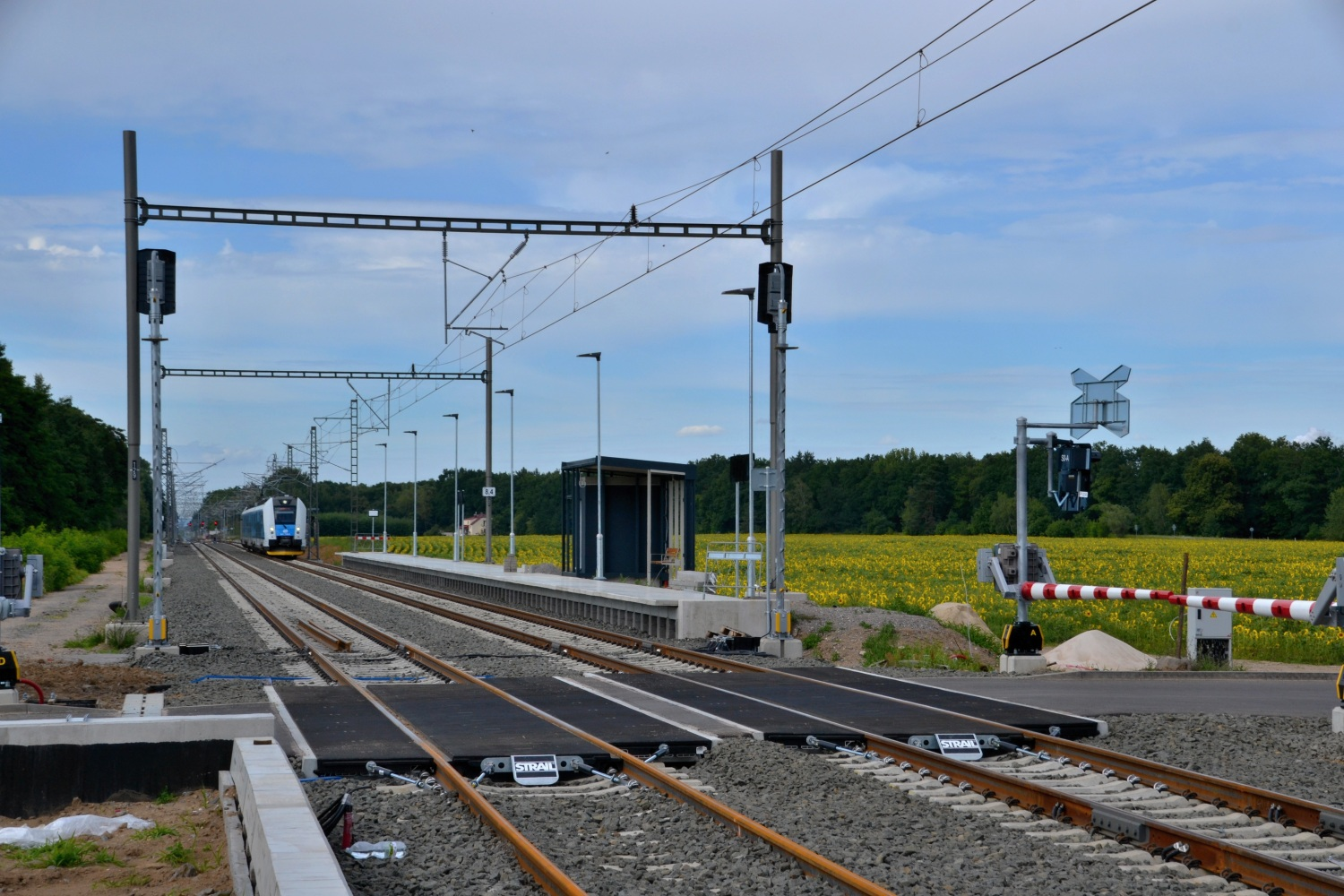
zastávka během výstavby
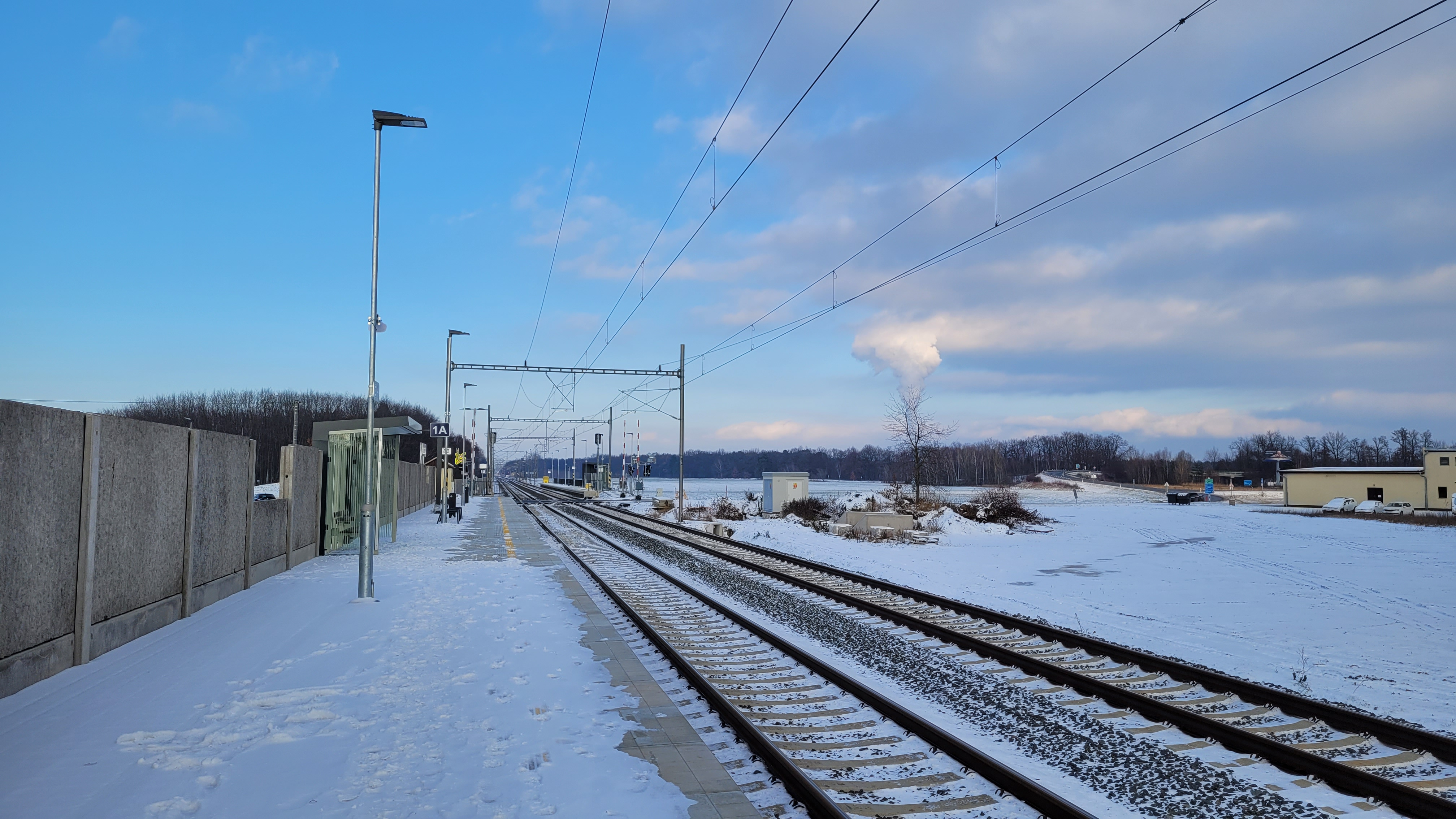
1. nástupiště (směr Pardubice)
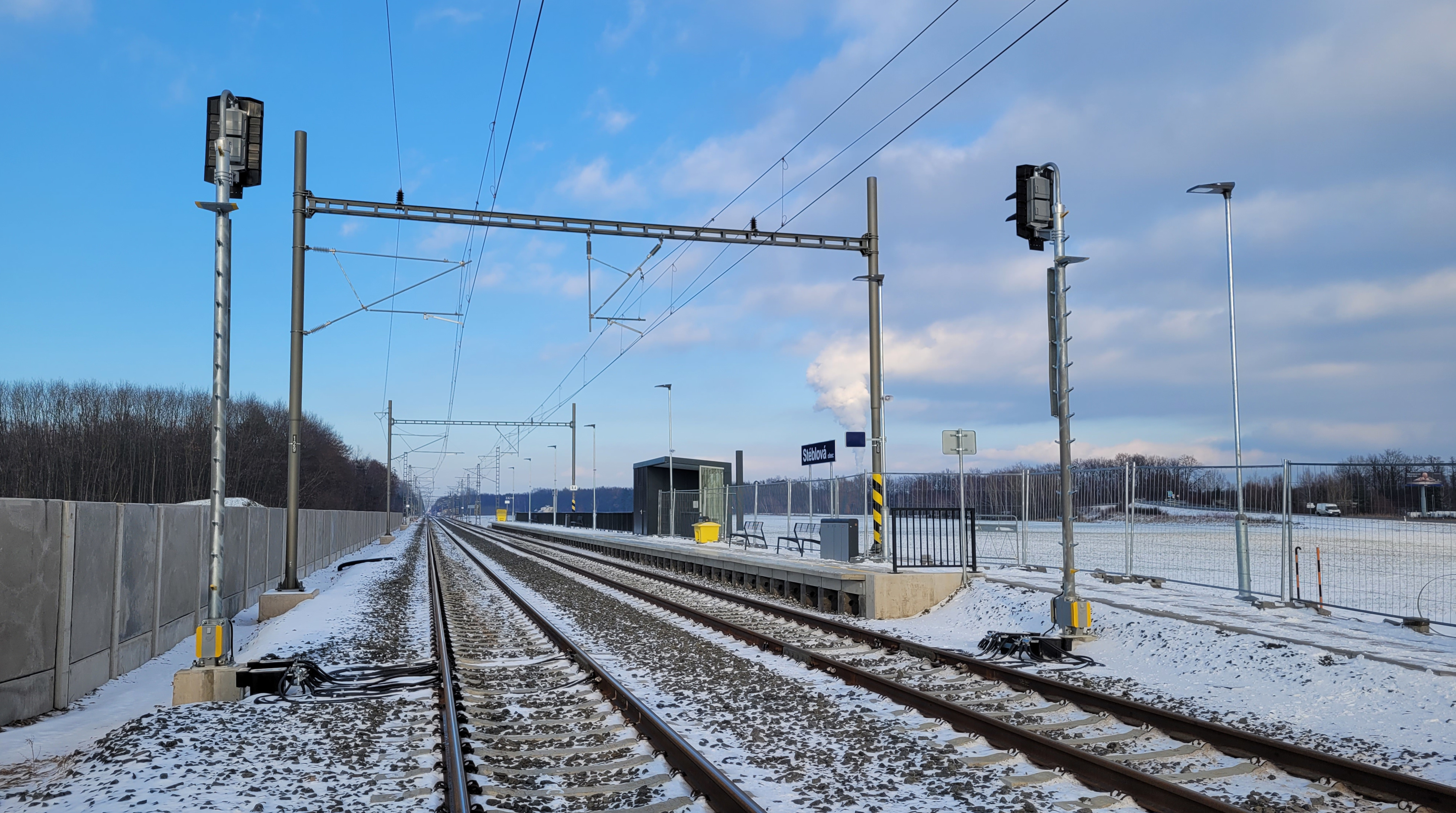
2. nástupiště (směr Hradec Králové)
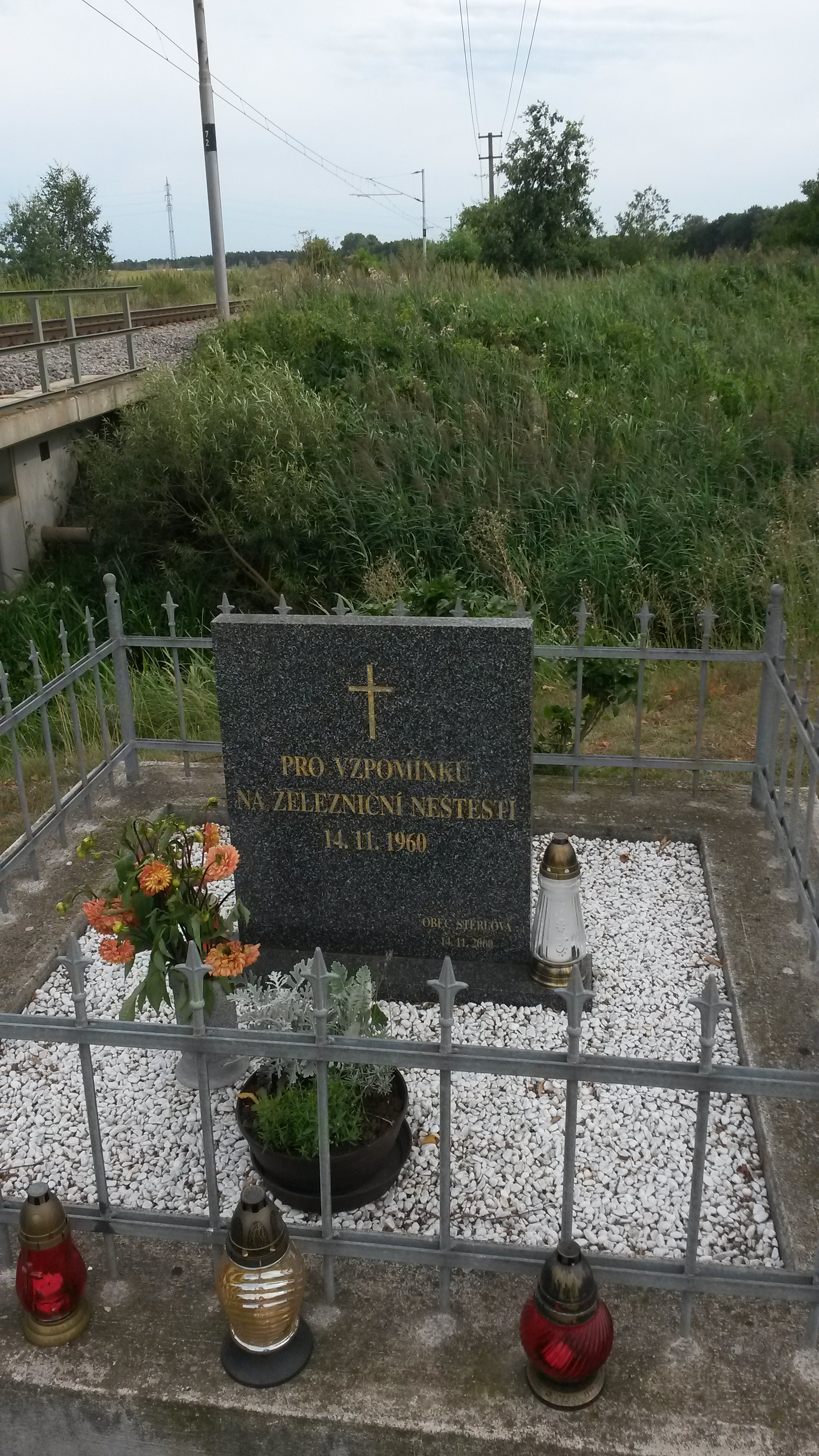
památník železniční nehody u Stéblové umístěný na konci 1. nástupiště